# 伯维尔
伯维尔（法語：Beurville，法語發音：[bœʁvil]）是法国上马恩省的一个市镇，属于圣迪济耶区。

## 地理
伯维尔（48°19'9"N, 4°50'0"E）面积22.92 平方千米，位于法国大東部大區上马恩省，该省份为法国东北部内陆省份，北起马恩省和默兹省，西接奥布省，西南接科多尔省，东南接上索恩省，东临孚日省。
与伯维尔接壤的市镇（或旧市镇、城区）包括：索尔西、蒂勒、托尔、尼利、里佐库尔-比谢、布吕默赖、布藏库尔、布莱斯河畔锡雷、达扬库尔、科隆贝双教堂村。

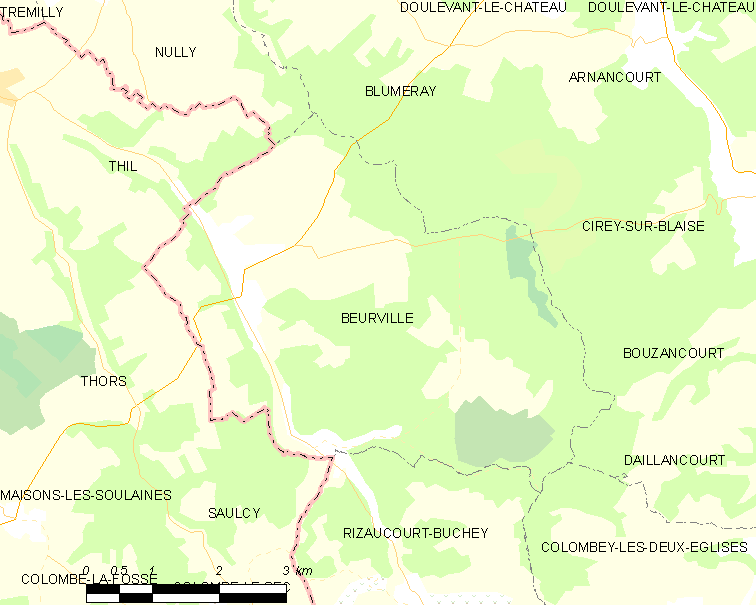
伯维尔的OSM定位图

伯维尔的时区为UTC+01:00、UTC+02:00（夏令时）。

## 行政
伯维尔的邮政编码为52110，INSEE市镇编码为52047。

## 政治
伯维尔所属的省级选区为茹安维尔县。

## 人口

1962-2008年间伯维尔人口变化图示

伯维尔于2022年1月1日时的人口数量为102人。